# ヴァムピール
『ヴァムピール』は、樹なつみによる日本の漫画作品。

## 概要
本作は『月刊アフタヌーン』（講談社）2006年9月号にエピソード0「沈黙の悔恨」を読み切りとして掲載し、『LaLa』にて連載中だった『デーモン聖典』を2007年8月号で完結させてから、『月刊アフタヌーン』2007年12月号から本格連載を開始した。樹なつみにとって講談社コミックスの刊行は『暁の息子』以来8年ぶりとなる。
単行本は、2010年10月現在同社のアフタヌーンKCより5巻まで刊行されている。
2012年12月号より開始した特別編「KING AND BARON+」を隔月連載していたが、2014年は休載中である。

## 主な登場人物

### 人間・死者・半死者
水沫 伶（みなわ りょう）
17歳、高校2年生。両親とは死別しており、姉と二人で暮らしている。一度死にかけて、その隙に男爵（バロン）と呼ばれるヴァムピールが入り込んだが、生き返ってしまったので、半死者となってしまう。半死者となったことで、幽霊の類や霊体のヴァムピールを見たり、触れたりできるようになり、物に残る残留思念を触れることで感じ取ることができるようになった。
北杜 笙（ほくと しょう）
実年齢27歳(肉体年齢17歳)。父親の無理心中で水死した少女で、その時に死者となり、大魔女カンタレッラと呼ばれるヴァムピールと『同化』する。
笛吹 攸一朗（うすい ゆういちろう）
27歳。ヴァムピールの毒を浄化できる『浄化者』『浄める者』と呼ばれる稀有な能力者。霊は見えないが、霊体のヴァムピールを見ることはできる。笙とは中学時代の同級生で、当時笙のことが好きだった。現在は臨床心理士として働いている。

### ヴァムピール
カンタレッラ（本名）
笙と『同化』しているヴァムピール。大魔女と呼ばれるほど強力なヴァムピールで、他のヴァムピールたちから一目を置かれる存在。『完全同化』を続けて行うことで『魔女王（クイーン）』と呼ばれる存在になるのが目的。
男爵（バロン）
伶を『完全同化』できる理想の身体として狙っているヴァムピール。前の身体はイングランドの貴族（男爵）で、本人の記憶によると「何とか男爵」と呼ばれていたので、現在は男爵と名乗っている。本名は忘れた。どんな詐欺師よりも口の立つメフィストフェレスと呼ばれる。
リュカ（身体の名前）
カンタレッラや男爵とは古い知り合いのヴァムピール。本当の名前は明かされていない。江戸っ子口調で喋るが、これは150年程前に日本に来た際に覚えた為らしい。人間のリュカ本人は10年前病気で死亡。日本へ来た目的は、新しい身体を得る為とカンタレッラの様子を見る為。その後はベルギー人のサビーヌと完全同化を果たすがこれは失敗。リュカの妹のカミルと完全同化に成功する。

## 用語
ヴァムピール
人間の暗く淀んだ負の気『オド』を糧とする魔物たち。
死者の身体との『同化』を繰り返すことで数百年の命脈を保っている。
身体を持たない状態では霊体の形で存在しているため、普通の人間の目には見えない。
ヴァムピールの間には力によるヒエラルキーが存在している。
ヒエラルキーの上位に昇るためには、相性のよい身体との『完全同化』が必要となるが、
『完全同化』が可能な身体を見つけることは困難である。
浄化者
ヴァムピールが同化している身体には『オド』を摂取する度に『澱』が溜まって行く。
身体にとって『澱』は有害であり、蓄積が続くと負担がかかってしまい、結果として身体を捨てざるを得ない状況に至ることがある。
『澱』を浄化する能力を持つ人間が稀に存在する。彼らは『浄化者』と呼ばれている。

## 書誌情報
樹なつみ 『ヴァムピール』 講談社〈アフタヌーンKC〉、既刊5巻（2010年10月現在）
1. 2008年4月23日発売[1]、ISBN 978-4-06-314503-8
2. 2008年10月23日発売[1]、ISBN 978-4-06-314533-5
3. 2009年4月23日発売[1]、ISBN 978-4-06-314561-8
4. 2009年11月20日発売[1]、ISBN 978-4-06-310608-4
5. 2010年6月23日発売[1]、ISBN 978-4-06-310674-9

樹なつみ 『ヴァムピール　特別編 KING AND BARON』 講談社〈アフタヌーンKC〉、既刊2巻
1. 2013年5月23日発売[1]、ISBN 978-4-06-387899-8
2. 2014年2月21日発売[1]、ISBN 978-4-06-387958-2